# Вторая линия (Казанский метрополитен)
Втора́я ли́ния (тат. Икенче сызык) — строящаяся вторая по счёту линия Казанского метрополитена. Хордовая линия длиной 20 км с 12 станциями, 4 из которых будут пересадочными на Первую, Третью и Четвёртую линии и 1 станция на электропоезда Арского направления. На нескольких станциях предусмотрена пересадка на высокоскоростной Казанский трамвай 

## История проекта

### Первоначальный проект
Предполагалось, что вторая линия будет проложена через спальный район Новое Савиново и откроется к футбольному Чемпионату Мира в 2018 году в составе 4 станций: «Волгоградская», «Парк Победы», «Савиновская» и «Стадион».
Первоначально планировалось строить в восточной части Ново-Савиновского района Казани на проспекте Ямашева станции «Проспект Амирхана» (на пересечении с одноимённым проспектом) и «Савиновская» (на пересечении с улицей Лаврентьева у торгового комплекса XL). В связи со строительством на проспекте Амирхана двух сложных развязок (в том числе одной с подземным уровнем), в аванпроекте 2012 года Приволжско-Савиновская линия и эти станции Савиновской линии были смещены на восток. Станция «Савиновская» спланирована на пересечении с улицей Адоратского, следующая станция «Стадион» — на пересечении с улицей Гаврилова.
Также согласно генеральному плану запланирована станция «Проспект Ямашева» на пересечении одноимённого проспекта с улицей Мусина у ТРК «Парк Хаус», для которой будет оставлен задел и которая может быть построена позже, в том числе в порядке частно-государственного партнёрства.
Станции Савиновского участка в одних из своих выходов должны были использовать подземные переходы, уже построенные к тому времени ранее.
Затем этот Савиновский участок предполалось продлить в обе стороны — до станции «Академика Арбузова» («Компрессорная») (через реку Казанка по Савиновскому метромосту) и до Горьковского шоссе.
Кроме того, с другого конца линии предполалось соорудить южный азинский участок от станции «Улица Фучика», пересадочной со станции «Дубравная» первой линии, до «спального» района Азино, при этом савиновский и азинский участки в первое время будут действовать как отдельные линии, подвозящие к первой линии. Позже два участка соединятся в одну линию через старую часть Советского района и микрорайон Казань XXI век (Взлётный), а также линия будет продлена далее на юг к больничному городку РКБ/ДРКБ и новому «спальному» району Ферма.
Осенью 2012 года объявлено о том, что Азинский участок линии планируется сооружать первым ввиду несофинансирования федеральным центром строительства Савиновского участка к Чемпионату мира по футболу.

### Проект 2014 года
5 ноября 2015 года Главное инвестиционно-строительное управление Татарстана объявило тендер на проектирование первого участка линии из четырёх станций — «Улица Фучика», «10-й микрорайон», «Ломжинская», «Улица Академика Сахарова».

### Окончательное решение по пусковому участку
16 августа 2016 года объявлено, что строительство линии планируется начать со станции «Улица Академика Сахарова» и продолжить в сторону Ново-Савиновского района. Бюджет строительства в 2019—2021 годах составит 3 млрд рублей — по 1 млрд в год. Компания IKEA собиралась внести 1 млрд рублей в строительство станции около их торгового центра.
Название станций первого участка второй линии
9 июня 2022 года было объявлено, что названия для станций первого участка второй линии казанского метро выбраны. На Фучика станция будет называться «100-летие ТАССР». На остановке наземного общественного транспорта «10-й микрорайон» станция будет называться «Академическая». На перекрестке Фучика-Ломжинской — станция «Зилант». На проспекте Камалеева — станция «Тулпар».

## Строительство
- Апрель 2018 года — Начались геологоразведочные работы на месте будущей станции «Улица Академика Сахарова»[5].

- Июнь 2018 года — Стали известны проектные названия первых четырех станций Савиновской линии: «Улица Юлиуса Фучика», «10-й микрорайон», «100-летие ТАССР» (ранее «Ломжинская») и «Улица Академика Сахарова»[6].

- Февраль 2019 года — власти Казани заключили контракт на разработку проектной документации первого участка линии длиной 5,37 км с 4 станциями[7]. При этом уже ведутся подготовительные работы у будущих станций, а «Казметрострой» планировал начать проходку тоннелей к лету 2019 года[8].

- 26 января 2020 года — строительство станции «Ул. Академика Сахарова» осмотрел Минниханов[9].

- 23 апреля 2020 года — старт проходки тоннелей линии от станции Улица Академика Сахарова[10].

- 8 июля 2020 года — Ростехнадзор потребовал приостановить строительство второй линии из-за отсутствия разрешения на строительство[11]. 21 сентября стало известно, что Арбитражный суд Татарстана по требованию Приволжского управления Ростехнадзора вынес решение о приостановке на два месяца строительства метро в Казани[12].

- 16 сентября 2020 года — Главгосэкспертиза выдала положительное заключение проекту первого участка второй ветки казанского метрополитена. Строительство второй линии в Казани планируют начать в конце 2020 года[13].

- 29 октября 2020 года — от Сахарова стартовал второй щит, первый с 23 апреля прошел 1,1 км[14][15].

- 25 января 2021 года — опубликованы концепции четырёх станций азинского участка и объявлен конкурс на их интерьерное решение[16].

- 26 марта 2021 года — архитекторы представили жюри 8 проектов интерьеров 4 станций 2 линии, позднее из них выберут 4 с наградой 500 тыс. рублей[17].

- 07 февраля 2022 года — казанские власти объявили об интернет-голосовании по названиям станций первого пускового участка линии[18]. Голосование завершилось через неделю, 12 февраля[19].

- 26 февраля 2022 года — завершена проходка первого тоннеля второй линии[20].

- 14 сентября 2022 года — началась проходка  правого тоннеля от станции Зилант до станции Академическая[21]

- 21 апреля 2023 года — щит вышел в котлован станции Академическая, длина правого перегонного тоннеля 870 метров, всего на линии пройдено 65% тоннелей[22].

- 26 февраля 2024 года — тоннелепроходческий комплекс «Айсылу» завершил второй перегонный тоннель до станции Академическая. В тот же день был дан старт работе комплекса по левому перегонному тоннелю Академическая — 100-летие ТАССР. Таким образом, на второй линии казанского метро осталось построить лишь два тоннеля[23].

- 16 августа 2024 года — комплекс «Айсылу» завершил первый перегонный тоннель от станции «Академическая» до станции «100-летие ТАССР»[24].
- 19 марта 2025 года — завершено строительство перегонных тоннелей[25].

- Строительство станции метро «100-летие ТАССР», 2024 год
- Строительство станции «Академическая», 2024 год
- Строительство станции «Зилант», 2024 год
- Строительство станции «Тулпар», 2021 год